# Духче
Ду́хче — село в Україні, у Луцькому районі Волинської області. Входить до складу Рожищенської міської громади. Населення становить 646 осіб.

## Історія
Село було залюднене ще в епоху бронзи, про що свідчать знайдені на його території бронзові вироби. Духче вперше згадується у писемних джерелах під 1583 роком «зъ Дуща».
Село належало родині князів Сокольських — від села Сокол, яке було їхнім основним обійстям у цьому ключі сіл.
Духче згадується під 1584 і 1591 роками. Перший документ свідчить про втечу підданих Марка Сокольського з сіл Духче, Корсин, Підліси, Житовичі до маєтку князя Романа Сангушка у с. Ситниця.
Другий документ повідомляє про втечу п'яти родин, підданих княгині Маґдалени Сокольської з сіл Духче, Копилє до маєтків Матвія Висоцького та Андрія Загоровського.
Згідно з подимним тарифом 1628 року село Духче було у власності однієї з родини князів Сокольських — Олександри з Сокола Криштофової Шимковичової-Шклінської.
У XIX ст. Духче — село і ферма Луцького повіту Рожищенської волості. У 1887 році тут було 71 димів і 468 жителів, на фермі 2 дими і 8 жителів.
У серпні 2008 року митрополит Волинський і Луцький Ніфонт, освятив новозбудований храм на честь Казанської ікони Богородиці.
В листопаді 2014 року єпископ Володимир-Волинський Матфей освятив новозбудований храм Успіння Пресвятої Богородиці в селі Духче.
12 червня 2020 року, згідно з розпорядженням Кабінету Міністрів України  № 708-р, село увійшло до складу Рожищенської міської громади.
19 липня 2020 року, в результаті адміністративно-територіальної реформи та ліквідації Рожищенського району, село увійшло до складу новоутвореного Луцького району.

## Населення
Згідно з переписом УРСР 1989 року чисельність наявного населення села становила 642 особи, з яких 314 чоловіків та 328 жінок.
За переписом населення України 2001 року в селі мешкало 638 осіб. 100 % населення вказало своєю рідною мовою українську мову.